# Mentuhotep I
Mentuhotep I (cũng còn là Mentuhotep-aa, tức là "Vĩ Đại" ) có thể là một lãnh chúa Thebes và một vị vua độc lập ở vùng Thượng Ai Cập trong suốt thời kỳ Chuyển tiếp thứ nhất. Sau này ông được coi là vị vua sáng lập nên Vương triều thứ mười một, mà đã dần trở nên hùng mạnh dưới triều đại của Intef II và Mentuhotep II.

## Danh tính
Mentuhotep có thể là một lãnh chúa địa phương (nomarch) ở Thebes vào đầu thời kỳ Chuyển tiếp thứ nhất, khoảng năm 2135 TCN. Bản danh sách vua Karnak vốn được tìm thấy trong Đại sảnh Lễ hội của Thutmose III, ở vị trí số 12, một phần tên "Men-" trong một dấu triện hoàng gia, phân biệt với của Mentuhotep II (số 29) hoặc Mentuhotep III (số 30). Nhiều học giả đã lập luận từ bản danh sách đó một vị vua Mentuhotep I, người có thể đã chỉ đơn thuần là một lãnh chúa Thebes, và được truy phong tước hiệu hoàng gia bởi các vị vua kế tục; do đó nhân vật phỏng đoán này thông thường được gọi là 'Mentuhotep I".
"Mentuhotep I" thực tế lại không thực sự được chứng thực trên bất kỳ di tích đương đại nào và điều này đã khiến một số nhà Ai Cập học đề xuất rằng ông là một ông tổ được hư cấu và sáng lập nên vương triều thứ mười, vốn được tạo ra cho mục đích đó vào giai đoạn cuối của vương triều.

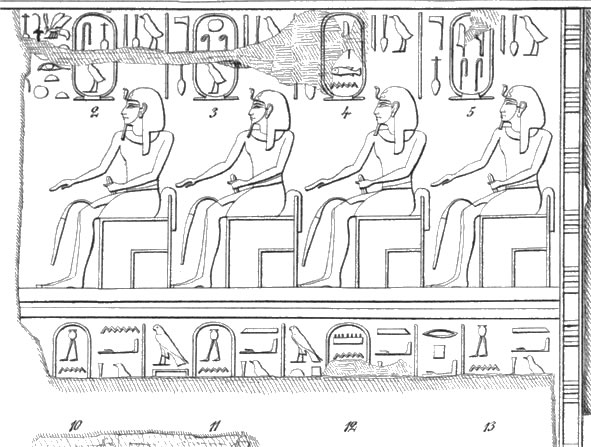
Danh sách vua Karnak cho thấy một phần tên "Men..." trong một đồ hình (Vị trí 12).

Dựa trên một bức tượng tìm thấy tại khu vực thánh điện của Heqaib ở Elephantine, một Mentuhotep được gọi là "Cha của các vị thần". Tước hiệu này có thể đề cập đến những vị vua kế vị Mentuhotep, Intef I và Intef II, đã trị vì vùng đất Thượng Ai Cập. Từ tước hiệu này, nhiều nhà Ai Cập học cho rằng Mentuhotep này có lẽ là cha của Intef I và II, và ông cũng chưa bao giờ là pharaon, vì tước hiệu này thường được dành riêng cho vị tổ tiên không thuộc hoàng gia của các pharaon.

## Gia đình
Vợ của Mentuhotep có thể là Neferu I và các bức tượng từ Heqaib có thể được giải thích là nhằm chứng minh rằng ông là cha của Intef I và II. Bản danh sách vua Karnak xuất hiện tên một nhân vật không thuộc hoàng gia (không mang ấn triện), có tên gọi là Intef, ở vị trí số 13. Điều này có thể dùng để chỉ Intef Già, con trai của Iku, một lãnh chúa Thebes trung thành với các vị vua Herakleopolis trong thời kì hỗn loạn đầu tiên. Tuy nhiên các vị vua trên các mảnh vỡ còn sót lại không được liệt kê theo thứ tự thời gian, vì vậy đây không phải điều hoàn toàn chắc chắn.

## Cai trị
Là một lãnh chúa Thebes, quyền thống trị của Mentuhotep có lẽ mở rộng sự thống trị về phía nam tới thác nước thứ nhất. Mentuhotep có thể cũng đã hình thành một liên minh với lãnh chúa của Coptos, mà sau đó đã khiến vị vua kế vị ông Intef I tiến hành chiến tranh với các vị vua Herakleopolis thuộc vương triều thứ 10 đang cai trị Hạ Ai Cập và các lãnh chúa đồng minh hùng mạnh của họ ở miền Nam Ai Cập, đặc biệt là Ankhtifi.